# 아틀레치쿠 소로카바
클루비 아틀레치쿠 소로카바(브라질 포르투갈어: Clube Atlético Sorocaba)는 과거 브라질 소로카바에서 활동했던 브라질 축구 클럽이다.
클럽은 캄페오나투 브라질레이루 세리이 C에 여러 번 참여했었다.
클럽은 통일교의 창시자이기도 한 문선명 총재가 소유한 적이 있다.